# Arndt Lake
Der Arndt Lake ist ein kleiner Bergsee in der Sierra Nevada, Kalifornien. Der See liegt im Hinterland des Yosemite-Nationalparks nahe der Nordgrenze des Parks am Rock Island und am Buckeye Pass. Er ist nur zu Fuß erreichbar. Der Weitwanderweg Pacific Crest Trail verläuft über den Arndt Lake.
Der Arndt Lake wurde 1896 nach Alvin Arndt benannt, einem Angehörigen des 4th Cavalry Regiments, das 1890 von seinem Standort im Presidio von San Francisco in die Sierra Nevada entsandt wurde, um dort die neu gegründeten Nationalparks Sequoia + Kings Canyon und Yosemite zu kontrollieren. Arndt hatte 1893 einen ersten Erkundungstrupp durch die Region des Arndt Lakes geführt.
Der See nimmt den Niederschlag seiner Umgebung auf und entwässert über einen rund 500 m langen Bach zum Rancheria Creek. Dieser verläuft durch den Kerrick Canyon und mündet im Hetch-Hetchy-Reservoir in den Tuolumne River.